# Thank God for Girls
«Thank God for Girls» és el primer senzill de l'àlbum Weezer, desè en la discografia del grup estatunidenc Weezer. Fou llançat el 26 d'octubre de 2015.
La banda va publicar el videoclip oficial el 16 de novembre de 2015, que fou dirigit per Scantron Films.

## Llista de cançons
| Núm. | Títol                 | Durada |
| ---- | --------------------- | ------ |
| 1.   | «Thank God For Girls» | 3:29   |